# محوطه گل الیاسی
محوطه گل الیاسی مربوط به هزاره اول قبل از میلاد - دوره اشکانیان - دوره ساسانیان - سده‌های اولیه و میانه دوران‌های تاریخی پس از اسلام است و در شهرستان مراغه، بخش مرکزی، دهستان سراجوی شمالی، ۲/۵ کیلومتری روستای خلیفه کندی واقع شده و این اثر در تاریخ ۲۷ اسفند ۱۳۸۶ با شمارهٔ ثبت ۲۲۵۴۱ به‌عنوان یکی از آثار ملی ایران به ثبت رسیده است.